# Dermapteromyces
Dermapteromyces — рід грибів родини Laboulbeniaceae. Назва вперше опублікована 1931 року.

## Класифікація
До роду Dermapteromyces відносять 3 види:
- Dermapteromyces arimae
- Dermapteromyces ctenophorus
- Dermapteromyces labiae